# Струков, Иван Михайлович
Ива́н Миха́йлович Струков (10 мая 1912 год, дер. Двойни, Тверская губерния — 13 сентября 1961 год, дер. Пыжи, ныне Оленинский район, Тверская область) — Герой Советского Союза, сержант, участник Великой Отечественной войны.

## Довоенная биография
Иван Михайлович Струков родился 10 мая 1912 года в деревне Двойни ныне Оленинского района Тверской области.
Окончив начальную школу, Иван Михайлович Струков работал в местном колхозе.

## Участие в Великой Отечественной войне
Ивана Михайловича Струкова призвали в ряды РККА в 1941 году, с того же года принимал участие в боях на фронтах Великой Отечественной войны.
Иван Михайлович Струков вступил в ряды КПСС в 1944 году.
23 января 1945 года командир 45-миллиметрового орудия сержант Иван Михайлович Струков вместе со своим расчётом одним из первых форсировал реку Одер на участке своего полка около города Оппельн. После форсирования реки Одер и последующего закрепления на противоположном берегу наших солдат превосходящими силами контратаковали гитлеровцы.
Сержант Иван Михайлович Струков приказал своему расчёту вывести орудие на открытое место. Несмотря на ураганный обстрел гитлеровцев, расчёт сержанта Ивана Михайловича Струкова артиллерийскими выстрелами уничтожил пять пулемётных гнёзд и один миномёт, были убиты несколько десятков гитлеровцев. В ходе боя сержант Иван Михайлович Струков был тяжело ранен. Теряя сознание, сержант приказал своему расчёту: «С позиции не уходить!». В итоге советские солдаты отстояли плацдарм.
Указом Президиума Верховного Совета СССР от 10 апреля 1945 года за мужество и героизм, проявленные при форсировании Одера и удержании плацдарма на его западном берегу, сержанту Ивану Михайловичу Струкову присвоено звание Героя Советского Союза с вручением ордена Ленина и медали «Золотая Звезда».

## Послевоенная биография
После демобилизации Иван Михайлович Струков вернулся на свою малую родину. В марте 1946 года Иван Михайлович Струков был избран председателем колхоза, а через четыре года, когда дела колхоза были приведены в порядок, Иван Михайлович Струков из-за плохого здоровья оставил пост председателя колхоза, после чего возглавил бригаду. Но после ухода Ивана Михайловича Струкова с поста руководителя колхозу на председателя не везло и на одном из собраний в 1955 году Иван Струков согласился занять пост председателя.
Иван Михайлович Струков умер 13 сентября 1961 года. Похоронен в деревне Пыжи Оленинского района, Тверской области. В 2010 году, по просьбе родственников, был перезахоронен в селе Молодой Туд Оленинского района.

## Награды
- Медаль «Золотая Звезда»;
- орден Ленина;
- орден Славы 3-й степени;
- медали.